# Iranun
Els iranuns són un poble musulmà que viu principalment a la província de Maguindanao a Mindanao, a la vora de la badia d'Illana i les zones costaneres prop de la ciutat de Cotabato; es troben també alguns iranuns a Lanao del Nord i Zamboanga del sud. Es creu que els ilanun de Malàisia són descendents dels iranuns que haurien emigrat cap allí vers el 1850.
El nombre d'iranuns és reduït (uns quinze mil). Estan emparentats amb els maguindanaos i maranaos i les tres llengües estan classificades dins el grup de llengües danao. La llengua dels iranun es diu iranun o ilanun.
La seva ocupació principal és la pesca, ja que viuen en zones costaneres; una part es dedica al comerç. Les comunitats petites conserven la llei basada en els costums; cada comunitat està governada per un cap que actua de mediador en els conflictes.
La seva resistència al cristianisme és tan notable que al dia d'avui no es coneix un sol cas d'un iranun cristià. Però d'altra banda el seu islam està influït per pràctiques animistes i la creença que essers sobrenaturals habiten en els objectes animats o no.